# Tatort: Der Präsident
Der Präsident ist ein Fernsehfilm aus der Krimireihe Tatort. Die Folge wurde vom Südwestrundfunk unter der Regie von Thomas Bohn produziert und erstmals am 22. April 2001 im Deutschen Fernsehen ausgestrahlt. Es ist die 468. Folge des Tatorts und 21. Episode mit der Ludwigshafener Ermittlerin Lena Odenthal (Ulrike Folkerts). Für ihren Kollegen Mario Kopper (Andreas Hoppe) ist es der zwölfte Fall.

## Handlung
Während Kommissarin Lena Odenthal dabei ist, die Umstände zu klären, unter welchen ein Familienvater seine Frau, Kinder und sich selbst getötet hat, kommt Polizeipräsident Kaysser bei einem Autounfall ums Leben. Da er kurz vor seinem Tod ihr gegenüber äußerte, dass er ins Innenministerium wechseln würde, weil man „von dort aus besser aufräumen“ könne, ist Odenthal davon überzeugt, dass Kaysser einem Mordanschlag zum Opfer gefallen ist. Nachdem Kriminaltechniker Becker Hinweise findet, dass an dem Unfallwagen manipuliert wurde, setzt Kriminalrat Friedrichs Kommissarin Odenthal als Leiterin einer Sonderkommission ein, diesen Anschlag aufzuklären. Im Innenministerium weiß man jedoch nichts davon, dass Kaysser dorthin versetzt werden solle. Zu Odenthals Ärger lässt Kayssers Nachfolger, Kriminaloberrat Georg von Manikowsky, seinen Vertrauten, den BKA-Beamten Ulrich Roland, ebenfalls ermitteln. Von ihm erfährt die Kommissarin, dass Kaysser vor 20 Jahren als verdeckter Ermittler in der RAF-Szene tätig war. Aufgrund seiner Hinweise konnten zwei namhafte Terroristen gestellt werden, von denen einer bei der Festnahme erschossen wurde. Daher vermutet er einen Racheakt aus der Terrorszene.
Odenthal will jedoch erst einmal dem Verdacht gegen Renate Stern nachgehen, die vor einigen Jahren bei einem Empfang mit einem Messer auf Kaysser losgegangen war. Die Kommissarin erfährt von ihr, dass sie seinerzeit mit Kaysser ein Verhältnis hatte und sie nur aus enttäuschter Liebe gehandelt hatte.
Überraschend präsentiert Ulrich Roland Beweise gegen Kayssers Tochter Christa als Attentäterin an ihrem Vater. Odenthal ist empört, schließlich hat sie sich mit Christa Kaysser angefreundet und meint, sie besser zu kennen. Das Verhältnis zu ihrem Vater war in der Tat nicht sehr innig, dennoch lässt sich daraus nicht gleich ein Tatmotiv ableiten. Allerdings hat sie hohe Schulden und die Beweislast ist erdrückend. Kommissar Roland erwirkt einen Haftbefehl, doch als er Christa Kaysser in Gewahrsam nehmen will, flieht sie und läuft dabei vor einen LKW. Schwer verletzt wird sie in die Klinik gebracht. Odenthal zweifelt an Christas Schuld und nachdem sie sich zusammen mit Kopper in Kayssers Wohnung umsieht, finden sie ein Medikament, das auf eine psychische Erkrankung und Tablettensucht von Karl Kaysser hinweist. Odenthal ist fest entschlossen, Kaysser exhumieren und obduzieren zu lassen, um das Medikament nachzuweisen. Doch ihr Antrag wird abgelehnt.
Nachdem Kopper die Handygepräche Kayssers auswertet, findet er eine Spur zu einer Therapeutin. Von ihr erfahren die Ermittler, dass Kaysser manisch und depressiv war und dass er sich nur medikamentös behandeln lassen wollte. Ihrer Einschätzung nach hatte Kaysser Minderwertigkeitskomplexe, die er durch eine extrem ehrgeizige Arbeit auszugleichen versuchte. Doch irgendwann fing seine geschundene Seele zu streiken an, sodass er den Tod als eine willkommene Alternative ansah. Seine Tochter hatte ihn schon lange durchschaut, was ihm sehr missfiel. Somit war auch sein Verhältnis zu ihr nicht sehr väterlich, sondern eher hasserfüllt.
Odenthal ist damit klar, dass Kaysser seinen Tod eiskalt geplant und alles so arrangiert hatte, dass der Verdacht auf seine Tochter fällt. Damit steht ihre Theorie in krassem Widerspruch zur Ansicht des Kriminaloberrats und da dieser seinem verdienstvollen Mitarbeiter ein positives Andenken erhalten will, erklärt er, dass beim BKA ein Bekennerschreiben der Terrorszene eingegangen sei und er daher den Fall Kaysser mit zum Bundeskriminalamt nehmen würde.

## Hintergrund
Der im Film dargestellte Ministerpräsident sieht nach Statur, Bartform und Kleidung durchaus Ministerpräsident Kurt Beck ähnlich.

## Rezeption

### Einschaltquote
Bei ihrer Erstausstrahlung in Deutschland am 22. April 2001 sahen 8,16 Millionen Zuschauer die Folge Der Präsident, was einem Marktanteil von 23,03 Prozent entsprach.

### Kritik
Tilmann P. Gangloff hält „Der Präsident“ für einen „der stärkeren ‚Tatort‘-Beiträge aus Ludwigshafen,“ was „in erster Linie an Bohns vielschichtigem Drehbuch“ liegen würde. „Geschickt verknüpft er seine zentrale Handlung mit vermeintlichen Seitensträngen. Gerade die Nebenfiguren sind hier nicht bloß Stichwortgeber, sondern komplexe Charaktere. Vor allem aber durfte Kommissarin Odenthal bei Bohn schon immer nicht bloß ‚Kampf-Emanze‘ sein (wie sie Kayssers Nachfolger einmal tituliert), sondern auch Mensch. […] Und weil auch Assi Kopper (Andreas Hoppe) auf seine Mätzchen verzichten muss, ist dieser ‚Tatort‘ eine reife Leistung – und übrigens ein Krimi, in dem kein einziger Schuss fällt und kein Tropfen Blut zu sehen ist.“
Die Kritiker der Fernsehzeitschrift TV Spielfilm geben für diesen Tatort den Daumen nach oben und erkennen viele „Oberflächliche Lügen in einem Fall mit Tiefgang..“ und so ist festzustellen: „Niemand ist so, wie er erscheint.“